# Per Brandt
Pour les articles homonymes, voir Brandt.
Per Brandt, né le 30 octobre 1972 à Vansbro, est un biathlète suédois.

## Biographie
Licencié au club de Molkoms SK, il prend part a la Coupe du monde à partir de la saison 1992-1993. En janvier 1994, il monte sur un podium en relais à Anterselva (3e). Le mois suivant, il prend part aux Jeux olympiques de Lillehammer, où il est 27e de l'individuel notamment.
Il met a terme à sa carrière internationale en 1995.

## Palmarès

### Jeux olympiques
| Épreuve / Édition                | Individuel | Sprint | Relais |
| Jeux olympiques 1994 Lillehammer | 27e        | 38e    | 11e    |

Légende :
- — : N'a pas participé à cette épreuve

### Coupe du monde
- 2 podiums :
- 1 podium en course par équipes.
- 1 podium en relais.